# خودروی رزمی برسرک
این گونه جدید که در حال حاضر «برسرک» نامگذاری شده است

## تولیدکننده و مشخصات اولیه
شرکت دفاعی اوکراینی، با توجه به اخبار منتشر شده، براساس پلتفرم تانک اصلی میدان نبرد oplot، گونه جدیدی از خودرو جنگی پیاده‌نظام را تولید نماید.
طبق اطلاعات محدود منتشر شده، این سخت‌افزار جدید، به یک توپ ضد زره نامشخص مسلح خواهد شد، پیشرانه و سیستم انتقال نیروی آن در بخش جلو قرار خواهد گرفت و قسمت تحتانی آن به‌خوبی در برابر مین‌های ضد تانک تقویت می‌گردد
زره این خودرو، با ترکیبی از مواد مرکب ( کامپوزیت‌های چند لایه) و زره‌های متعارف شامل قطعات زرهی واکنشی و سیستم‌های دفاع فعال، نسل جدیدی از حفاظت زرهی را معرفی می‌کند.